# Hewa Bora Airways-vlucht 952
Hewa Bora Airways Vlucht 952 was een binnenlandse lijnvlucht van Luchthaven N'djili, Kinshasa naar Luchthaven Bangoka Internationaal, Kisangani, Congo-Kinshasa. Op 8 juli 2011 crashte de Boeing 727 die deze vlucht uitvoerde tijdens de landing in Kinshasa. Hierbij kwamen 74 inzittenden om het leven en raakten er 44 gewond.